# Dave Clarke

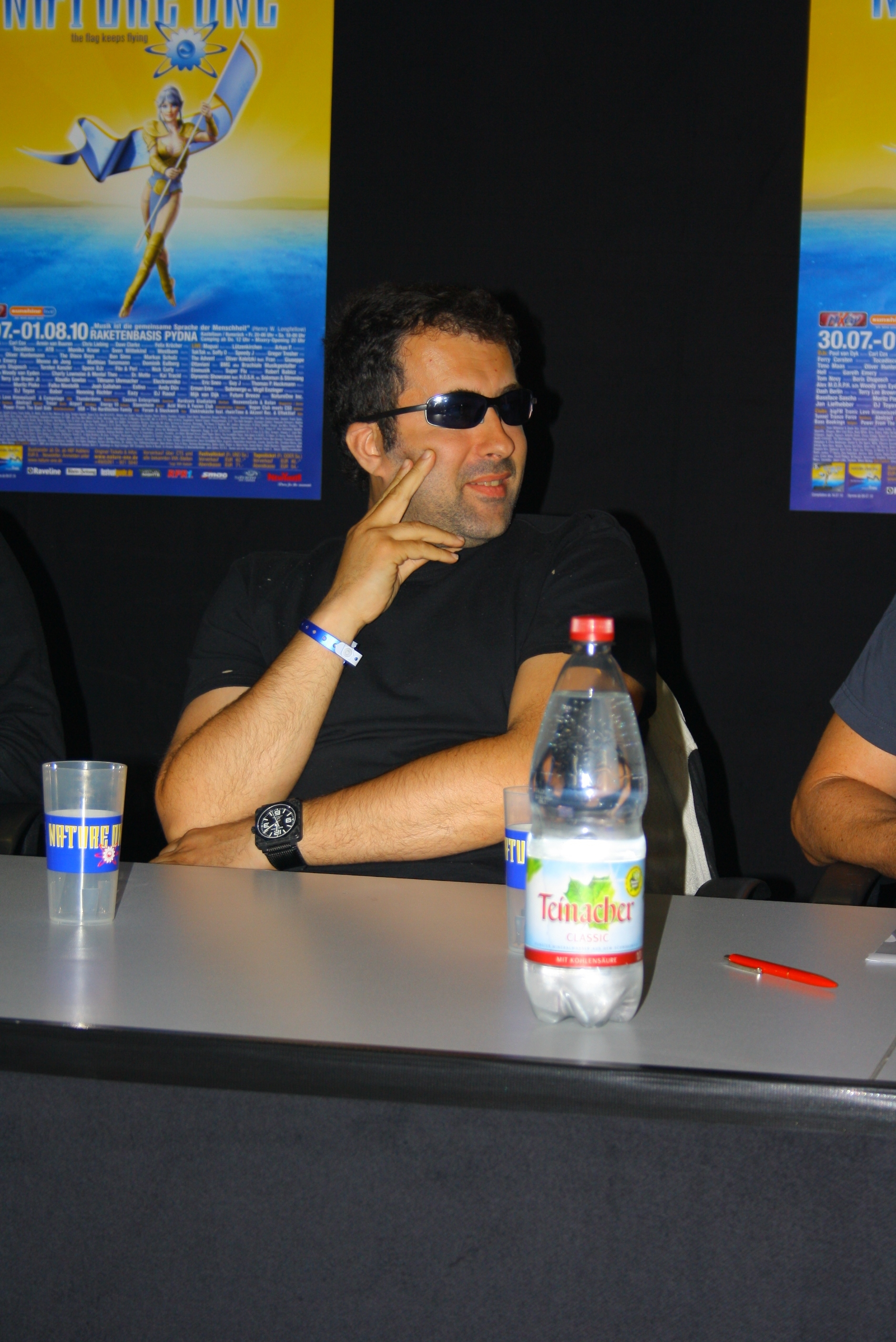
Dave Clarke (2010)

David Maurice „Dave“ Clarke (* 19. September 1968 in Brighton, England) ist ein britischer Techno-Musiker, DJ und Radiomoderator. Neben seinen Produktionen als Dave Clarke veröffentlicht er seine Musik auch unter den Pseudonymen 1016, Difficult Child, Directional Force, Fly By Wire, Graphite, Hardcore, K.O.D., Ortanique und Pig City.

## Leben
Dave Clarke begann als Hip-Hop-DJ und ging später zu Acid House über. Er war einer der ersten und produktivsten Technoproduzenten aus Großbritannien, lässt sich aber nicht auf einen Stil festlegen. Zusammen mit seiner Frau Laura-Jane führte er von 1992 bis 1996 das Label Magnetic North, auf dem auch EPs von Cristian Vogel und Adam X erschienen. Seit 2001 veröffentlicht Clarke seine Produktionen beim britischen Label Skint.
Dave Clarke ist für seine Remixe für Künstler wie Depeche Mode, Moby, Underworld, DJ Rush und Laurent Garnier bekannt. Seine Diskographie weist eine große Anzahl Club-Hits auf; hier sind vor allem die auf den Labels Bush und Deconstruction erschienenen Red Two und Southside zu nennen. Neben seinen regulären Veröffentlichungen produzierte er auch einige Mix-CDs. Sein auf Studio K7! veröffentlichter Beitrag zur X-Mix-Serie verhalf der Stilart Electro zu neuer Popularität.
Clarke ist bzw. war Resident-DJ in Clubs wie zum Beispiel Bugged Out!, Pure, Atomic Jam und Headstart im Vereinigten Königreich, Barcelonas Nitsa und dem Brüsseler Prestige-Club Fuse.
Als einer der wenigen Technokünstler wurde er mehrfach zu einer Peel Session eingeladen, der BBC-Radioshow des britischen DJs John Peel.

## Diskografie (Auswahl)
Alben
- 1995: Archive One (Deconstruction, Bush)
- 2003: Devil' Advocate (Skint)
- 2004: Live (Skint)
- 2017: The Desecration of Desire (Skint, BMG)

Kompilationen
- 2001: World Service (React)
- 2005: World Service 2 (Resist Music)
- 2016: Charoal Eyes (A Selection of Remixes from Amsterdam) (541)

Singles und EPs
- 1993: Four Seasons (ACV)
- 1994: Red. 1 (Bush)
- 1994: Red. 2 (Bush)
- 1995: Red Three (Decunstruction, Bush)
- 1996: No One’s Driving (Decunstruction)
- 1997: Shake Your Booty (Deconstruction, Bush, BMG)
- 2000: Compass (International Deejay Gigolos)
- 2002: The Wolf (Skint)
- 2003: Way of Life (Skint)
- 2004: The Wiggle (Skint)
- 2005: Dirtbox (Skint)
- 2006: Thunder (Bush)
- 2013: Wisdom to the Wise (Red 2) (Boysnoize Records)
- 2017: I’m Not Afraid (Skint)
- 2017: Charcoal Eyes (Glass Tears) (Skint)